# 오이노피타 전투
오이노피타 전투(Battle of Oenophyta)는 기원전 457년 제1차 펠로폰네소스 전쟁에서 아테네와 보이오티아 사이에서 벌어진 전투이다.

## 개요
기원전 457년에 보이오티아의 타나그라에서 아테네와 그 동맹군과 스파르타와 그 동맹군이 전투를 벌여 양군 모두 다수의 사망자를 기록했고, 이 전투는 후자의 승리로 끝났다. 그러나 스파르타는 이 승리를 살릴 수 없었으며, 메가라를 통해 귀국했다.
이 전투가 벌어진 62일 후 테바이가 스파르타의 도움을 받아 보이오티아를 세력 하에 두려고 노리고 있었다. 반면 아테네는 뮈로니데스가 이끄는 군대를 보이오티아에 파병했다. 아테네 군은 오이노피타에서 보이오티아 군대를 패배시켰다.
그리고 아테네 군은 타나그라를 함락시켜 성벽을 허물었고, 로크리스를 굴복시켜 부유한 사람 100명을 인질로 잡아 포키스를 복종시키고 테살리아로도 진군했다. 화루사로스를 굴복시킬 수 없었지만, 보이오티아를 아테네의 세력 하에 두었다.
디오도로스는 “다른 이들의 전투(마라톤 전투와 플라타이아 전투) 중 일부는 바르바로이들과 싸웠고, 나머지는 동맹들의 도움을 받았지만, 이 전투는 아테네인들의 힘만으로 전투를 통해서 얻은 것이며, 그리스 사람 중 가장 용감한 전사들에 의해 치러졌다”며 이 전투에서 아테네 군의 승리를 마라톤 전투와 플라타이아 전투에 승리에 못지않은 위업이라고 칭찬하고 있다. 그러나 전투에 대한 자세한 내용 설명은 남아 있지 않다.
그리고 아테네는 기원전 448년에 반기를 든 보이오티아 군을 이듬해인 기원전 447년에 코로네이아 전투에서 패배할 때까지 보이오티아를 세력 하에 두었다.

## 참고 문헌
- (영어) 디오도로스 비블리오테카 히스토리카